# Philipp Pentke
Philipp Pentke (ur. 1 maja 1985 we Freibergu) – niemiecki piłkarz występujący na pozycji bramkarza w niemieckim klubie TSG 1899 Hoffenheim. Wychowanek Dynama Drezno, w trakcie swojej kariery grał także w takich zespołach jak TSV 1860 Monachium II, FC Augsburg, Energie Cottbus II, Chemnitzer oraz Jahn Regensburg.